# David Edgerton (Historiker)
David E. H. Edgerton (* 1959 in Uruguay) ist ein britischer Historiker, der sich insbesondere mit Wissenschafts-, Technik- und Wirtschaftsgeschichte auseinandersetzt. Edgerton lehrt als Hans-Rausing-Professor of the History of Science and Technology am King’s College London.

## Werdegang
Edgerton studierte Chemie am St John’s College der University of Oxford und Geschichte am Imperial College London. Ab 1984 lehrte er erst Wirtschaftswissenschaften später Technologiegeschichte als Lecturer an der Victoria University of Manchester, ehe er 1993 ans Imperial College zurückkehrte. Hier war er bis 2003 Gründungsdirektor des Centre for the History of Science, Technology and Medicine und wurde zum ordentlichen Professor berufen. Als 2013 das Centre for the History of Science, Technology and Medicine an das King’s College London umzog wechselte er als Professor ebenso zur Hochschule.
Im Mittelpunkt der akademischen Arbeit Edgertons steht einerseits die britische Geschichte im 19. und den ersten zwei Dritteln des 20. Jahrhunderts im Bezug auf die Auswirkungen technischer und sozio-ökonomische Erfindungen und Entwicklungen. Sein 2006 erstmals erschienenes Buch The Shock of the Old: Technology and Global History, in dem er den Fokus auf die Adaption von Neuerungen anstatt auf die Neuerungen an sich legt, wurde mehrfach aufgelegt und in mehrere Sprachen übersetzt. Er vertritt hier die Meinung, dass die Bedeutung von Technologie häufig als Innovation missverstanden wird, statt dass die vorherrschende Anwendung gesehen wird. Das führt nach Egertons Meinung zu einer fehlerhaften Einschätzung des sozio-technologischen Umfeldes. Nach seiner Bewertung ist die Erfindung des Jumbo Jets nicht wichtiger als die Erfindung der Rikscha. Die Definition von Technologie betrachtet weder den historischen Aspekt noch den innovativen. Die Bewertung der Technologie sei nur eine verzerrte Darstellung in den Geschichtsbüchern. Einige Technologien verloren ihre Bedeutung, kamen dann zu einer späteren Blüte zurück und sind dann Teil des aktuellen sozio-technologischen Umfelds ohne dabei innovativ zu sein. Egerton tritt in vielen Radio- und Fernsehprogrammen auf und äußert sich regelmäßig in der Presse.
1993 erhielt Edgerton zusammen mit Sally Horrocks den T.S.-Ashton-Preis, 2009 hielt er die Wilkins-Bernal-Medawar Prize Lecture der Royal Society. Seit 2021 ist er Fellow der British Academy.

## Werke
- The rise and fall of the British nation : a twentieth-century history. London, 2019.
- Britain’s war machine : weapons, resources, and experts in the Second World War Oxford, 2011.
- The shock of the old : technology and global history since 1900. Oxford, 2007
- Warfare state : Britain, 1920–1970 Cambridge, 2006